# Gabriel Petru Băețan
Gabriel Petru Băețan (n. 22 octombrie, 1986, Arad, România) este un poet și autor de aforisme român contemporan.
  Este cunoscut mai ales în calitate de autor de aforisme, aforismele sale fiind foarte apreciate și îndelung comentate în toate structurile sociale.

## Biografie
Este născut pe 22.10.1986 la Arad.   Are un fiu pe nume Mihai Băețan!
Studii: Școala Generală nr 3 Arad (cls I-IV), Școala Generală nr 18 Avram Iancu ( cls V-VIII), este absolvent al Colegiului Economic Arad și al Universității Politehnica Timișoara.
Debut literar: Oglinda literară în februarie 2011 cu poezii

## Lucrări
Cărți publicate până în prezent:
- "Iluzii în ambalaje de carne" iunie 2011 , editura Fides , volum de poezie;
- "Rugăciunea nefericiților" septembrie 2013, Editura Eminescu, volum de poezie;
- "Cotloanele ironiei"  decembrie 2016, editura Mirador, culegere de aforisme și cugetări;
- "Headshot" februarie 2019, editura Mirador, volum de poezie;
- " Estetica decadenței" , februarie 2019, Editura Mirador, culegere de aforisme și cugetări;

Cărți aflate în lucru:  
- Moștenirea mea, culegere de aforisme
- Absurdocrație, proză

Traduceri - grupaje din aforismele sale au fost traduse în limbile franceză, italiană și sârbă 
Apariții în publicații și reviste literare din țară și diaspora: Oglinda literară, Conexiuni din New York, Curentul internațional din Statele Unite, Revista Agero Stuttgart, Actualitatea irlandeză , Revista Poezia Iași, Convorbiri Literare, Revista Poesis Internațional, Revista Arca ,Revista Orizont, Cotidianul Tribuna, Revista Zeit, Revista Algoritm Literar, Revista Singur, Revista Feedback ,Revista Boema, Revista Omnioscop, Constelații Diamantine, Armonii culturale, Sfera Eonică, Regatul cuvântului, Dunărea de Jos, Ecouri Dunărene, Revista Sintagme Literare, Revista Agenda Valorilor Actuale, Rasunetul , Nomen Artis, Sfera Online ,Glasul Aradului, Glasul Maramureșului, Revista Cervantes, Tiuk.ro , Sfera Online, Scrie liber.ro ,Spații Culturale, Revista Tok Belgrad, etc.
Antologii :
1. Antologia Meridiane Lirice, Antologie Universală a poeziei românești universale, 124 poeți contemporani, prima ediție, editura Armonii Culturale, 2012, ISBN: 978-606-8388-35-9
2. Pagini de istorie literară și valahă de mâine, pag 29-34, Prof. Dr Ion Pachia Tatomirescu
3. Antologia aforismului românesc contemporan, 2016,Asociația Citatepedia, editura Digital Unicorn, ISBN 978-606-94193-0-4
4.Cartea înțelepciunii universale- dicționar de maxime și aforisme din cultura românească și universală - Nicolae Mareș - Editura Elitera 2014, ISBN 606-700-014-6
5. Almanahul Sintagme literare 2016, editura Eurostampa
6. Antologia aforismului românesc contemporan, ediția a II-a, 2017, Asociația Citatepedia, editura Digital Unicorn
7. Antologia Festivalului Internațional de Aforisme, Tecuci, ediția I, 2017
8. Antologia Festivalului Internațional de Aforisme, Tecuci, ediția a II-a, 2018
9. Aphorismes roumains d'ajourd'hui, editura Stellamaris, Brest, Franța 2019
10. Antologia Festivalului Internațional de Aforisme, Tecuci, ediția a III-a, 2019
11. Agenda letteraria 2020, IV, "Perle Quotidiane", Montegrapa Edizioni
12. Med i otrov (Miere și otravă), 2019, aforisme românești în limba sârbă 

## Premii și distincții
1. Premiul Revistei Plumb din Bacău în cadrul Festivalului Internațional de Aforisme, Tecuci, oct 2018
2. Premiul al II-lea în cadrul Festivalului Internațional de Aforisme, Tecuci, oct 2019
3. Finalist și câștigător al unui Premiu în cadrul Festivalului Agenda Letteraria, ediția a IV, Perle Quotidiane, Montegrapa Edizioni, Italia
4. Premiul I Ex Aequo - Festivalul Internațional de Aforisme, Tecuci, oct 2020